# Typhloiulus mehedintzensis
Typhloiulus mehedintzensis är en mångfotingart som beskrevs av Ionel Grigore Tabacaru 1976. Typhloiulus mehedintzensis ingår i släktet Typhloiulus och familjen kejsardubbelfotingar. Inga underarter finns listade i Catalogue of Life.